# Henri de Croÿ
Henri François Ghislain Louis Marie de Croÿ, prince de Croÿ et de Solre, est né à Bruxelles, en Belgique, le 8 mars 1860 et est décédé à Rumillies, le 6 février 1946. Membre de la Maison de Croÿ, c'est un gentilhomme et militaire belge engagé dans la conquête et l'administration du Congo.

## Origines
Fils du prince Juste de Croÿ et de son épouse la comtesse Marie d'Ursel, Henri de Croÿ délaisse la nationalité allemande pour adopter la nationalité belge. Le 14 juillet 1884, il obtient admission dans la noblesse du royaume de Belgique avec le titre de prince et la qualification d'Altesse Sérénissime, transmissible à tous ses descendants.

## Formation militaire
En 1880, le prince Henri est admis à l'Ecole Royale Militaire dont il sort avec la 31e promotion. Devenu sous-lieutenant en 1882, il intègre le 6e de ligne, puis le 1er guides. En 1888, il est nommé officier d'instruction dans la cavalerie et, le 17 avril 1891, il est mis à la disposition de l'État indépendant du Congo qui le détache auprès de l'Institut cartographique militaire.

## Carrière au Congo
Le prince Henri s'engage donc pour l'État Indépendant du Congo avec son cousin, le comte Ernest d'Ursel, qui est lui aussi officier de carrière. C'est grâce à la demande introduite auprès du ministre Beernaert par leur oncle, le duc d'Ursel, qu'ils obtiennent du roi Léopold II la faveur d'être désignés et de rester ensemble.
Le 3 juin 1891, le prince est nommé commissaire de district de 3e classe et embarque le même jour à Flessingue. Le 30 juin, il est désigné adjoint du commissaire de district du Kasaï et, le 30 septembre 1891, il devient lui-même commissaire de district de 2e classe. Ce n'est que fin octobre qu'il prend effectivement la direction de sa circonscription lors de son arrivée à Luluabourg.
À peine installé à son poste, Henri de Croÿ doit se mettre en route dans la direction de Luebo pour chasser une bande de Kiokos, marchands d'esclaves. À son retour le 31 décembre 1891, il trouve le comte Ernest d'Ursel gravement malade. Ce dernier meurt d'ailleurs quelque temps après, le 9 janvier 1892. Fin janvier 1892, Henri de Croÿ fonde avec l'inspecteur d'État Paul Le Marinel, le sous-poste de Tshinema, sur la Mwanzangoma. Le soir du 12 février, avec une quarantaine d'hommes, le prince libère de nombreux esclaves qui étaient entre les mains de marchands, ce qui lui vaut une citation à l'ordre du jour par le vice-gouverneur général, le baron Wahis. À la suite de cette expédition, il souffre d'une hématurie.
Le 21 janvier 1894, démissionné pour maladie, le prince Henri de Croÿ embarque à Boma et arrive au pays le 19 février.

## Retour en Belgique
En 1896, le prince réintégre l'armée belge et est nommé capitaine. En 1899, en raison de son infirmité contractée lors du service, il est placé en non-activité.
Il exerce ensuite des fonctions d'administrateur au sein de la Compagnie coloniale minière et de la Compagnie minière du Congo belge. Il passe aussi une dizaine d'années aux États-Unis, où il visite notamment des installations militaires et réalise des investissements.
Le 5 août 1914, Henri de Croÿ reprend du service comme capitaine-commandant de réserve et est désigné pour le dépôt de cavalerie. Ensuite, il passe au 4e lancier en septembre 1914 et fait retraite sur Anvers et l'Yser. Le 6 octobre 1916, malgré son insistance pour rejoindre le front, il est nommé commissaire à la gare de Dunkerque et, le 13 novembre 1918, il est nommé commissaire militaire à la gare de Clèves. Il est pensionné et démissionne en avril 1920.
Le prince vit sa retraite dans l'anonymat. En 1933, il installe sur ses terres un terrain de golf devenu aujourd'hui le Royal Golf Club du Hainaut. En 1936, il épouse à Londres une amie de longue date, Cornelia Paulmier, qui s'éteint à Ghlin en 1943.

## Personnalité
Le prince Henri de Croÿ était un personnage original et anticonformiste, célèbre par ses saillies et son franc-parler. Il détestait aussi faire étalage de luxe et de sa fortune, ce qui l'amena à partager pendant plusieurs années le presbytère de son frère, doyen de Mons, plutôt que de résider au château familial.

## Distinctions honorifiques
- Chevalier de 4e classe de l'Ordre de l'Aigle de Prusse
- Médaille commémorative de Léopold II
- Chevalier de l'Ordre de la Couronne
- Croix de guerre

### Ouvrage utilisé pour la rédaction de l'article
- (fr + nl) J. Sohier et M. Storme, Biographie belge d'Outre-Mer, vol. VIII, Académie Royale des Sciences d'Outre-Mer, Bruxelles, 1998, 582 p. (ISBN 978-90-7565-211-6, lire en ligne [PDF])